# Großefehn
Großefehn là một đô thị ở huyện Aurich, trong bang Niedersachsen, nước Đức. Đô thị Großefehn có diện tích 127,25 km². Đô thị này có cự ly khoảng 10 km về phía đông nam của Aurich.
Nằm ở phía cực nam của huyện Aurich, và với dân số là 13.982 người, phấn bố trên một diện tích khoảng 127 thì mật độ dân số của Großefehn nói chung khá thưa thớt với chỉ 110 người trên một kilômét vuông, chỉ chưa bằng một nửa so với mặt bằng chung của nước Đức là 230 trên một kilômét vuông.

## Phân chia hành chính
Địa bàn xã Großefehn được chia thành 14 thôn, dưới đây là danh sách các thôn thuộc xã này, tính theo số dân đi kèm với diện tích:
| - Ostgroßefehn (3586 dân, 930 ha) - Spetzerfehn (1810 dân, 817 ha) - Strackholt (1498 dân, 2193 ha) - Aurich-Oldendorf (mit Hooge Brinken und Moorlage) (1468 dân, 1967 ha) - Holtrop (1448 dân, 1346 ha) | - Mittegroßefehn (1054 dân, 368 ha) - Timmel (926 dân, 1186 ha) - Akelsbarg (517 dân, 796 ha) - Bagband (361 dân, 1314 ha) - Westgroßefehn (225 dân, 194 ha) | - Wrisse (202 dân, 338 ha) - Felde (194 dân, 431 ha) - Ulbargen (193 dân, 422 ha) - Fiebing (174 dân, 413 ha) |